# 3848 Analucia
3848 Analucia è un asteroide della fascia principale. Scoperto nel 1982, presenta un'orbita caratterizzata da un semiasse maggiore pari a 2,4540647 UA e da un'eccentricità di 0,0944059, inclinata di 3,48267° rispetto all'eclittica.